# جان كلاين (لاعب كرة قدم)
جان كلاين (بالفرنسية: Jean Klein)‏ هو لاعب كرة قدم لوكسمبورغي، ولد في 21 ديسمبر 1942.

## وصلات خارجية
- جيان كلاين على موقع الاتحاد الأوربي (الإنجليزية)
- جيان كلاين على موقع قاعدة بيانات كرة القدم.إي يو (الإنجليزية)